# بوهيميا إنتراكتيف
بوهيميا إنتراكتيف (بالإنجليزية: Bohemia Interactive a.s.)‏ هي شركة تشيكية متخصصة في ألعاب الفيديو ، تأسست عام 1999 ويقع مقرها في براغ، التشيك. تقوم الشركة بـ تطوير ألعاب الفيديو.

## من ألعابها
- ارما 3
- ارما 2
- ارما الحرب الباردة

## وصلات خارجية
- الموقع الإلكتروني